# 29122 Васадзе
29122 Васадзе (29122 Vasadze) — астероїд головного поясу, відкритий 24 грудня 1982 року.
Тіссеранів параметр щодо Юпітера — 3,452.
Названо на честь Таріела Шакровича Васадзе, заслуженого працівника транспорту України.